# Исаков, Василий Иванович (председатель)
Василий Иванович Исаков (1898, село Надеждино, теперь Близнюковского района Харьковской области — 1959, пгт. Песочин Харьковского района Харьковской области) — украинский советский деятель, председатель колхоза имени Шевченко, Харьковского района Харьковской области. Депутат Верховного Совета СССР 4-5-го созывов (в 1955—1959 годах).

## Биография
Родился в бедной крестьянской семье. С детских лет батрачил у зажиточных крестьян. В 1928 году вступил в колхоз «Лучшую жизнь» села Надеждино Близнюковского района Харьковской области.
В 1929—1933 годах — председатель Надеждинского сельского совета, председатель Софиевского сельского совета Близнюковского района Харьковской области. В 1933—1934 годах — председатель колхоза «КИМ» Близнюковского района Харьковской области.
С 1934 года учился на рабочем факультете, а затем в Харьковском сельскохозяйственном институте.
Член ВКП(б) с 1939 года.
До 1941 года — учитель Софиевской семилетней школы Близнюковского района Харьковской области.
Во время Великой Отечественной войны находился в эвакуации. В 1941—1944 годах — председатель исполнительного комитета Осиновского сельского совета Красноярского района Саратовской области РСФСР. В 1944 году вернулся на Харьковщину.
С 1944 по 1959 год — председатель колхоза имени Шевченко поселка Песочин Харьковского района Харьковской области.
Умер в 1959 году.

## Награды
- орден Ленина (26.02.1958)
- орден Трудового Красного Знамени
- медали